# 山梨県警察部
山梨県警察部（やまなしけんけいさつぶ）は、戦前の内務省監督下の山梨県が設置した府県警察部であり、山梨県内を管轄区域とする。

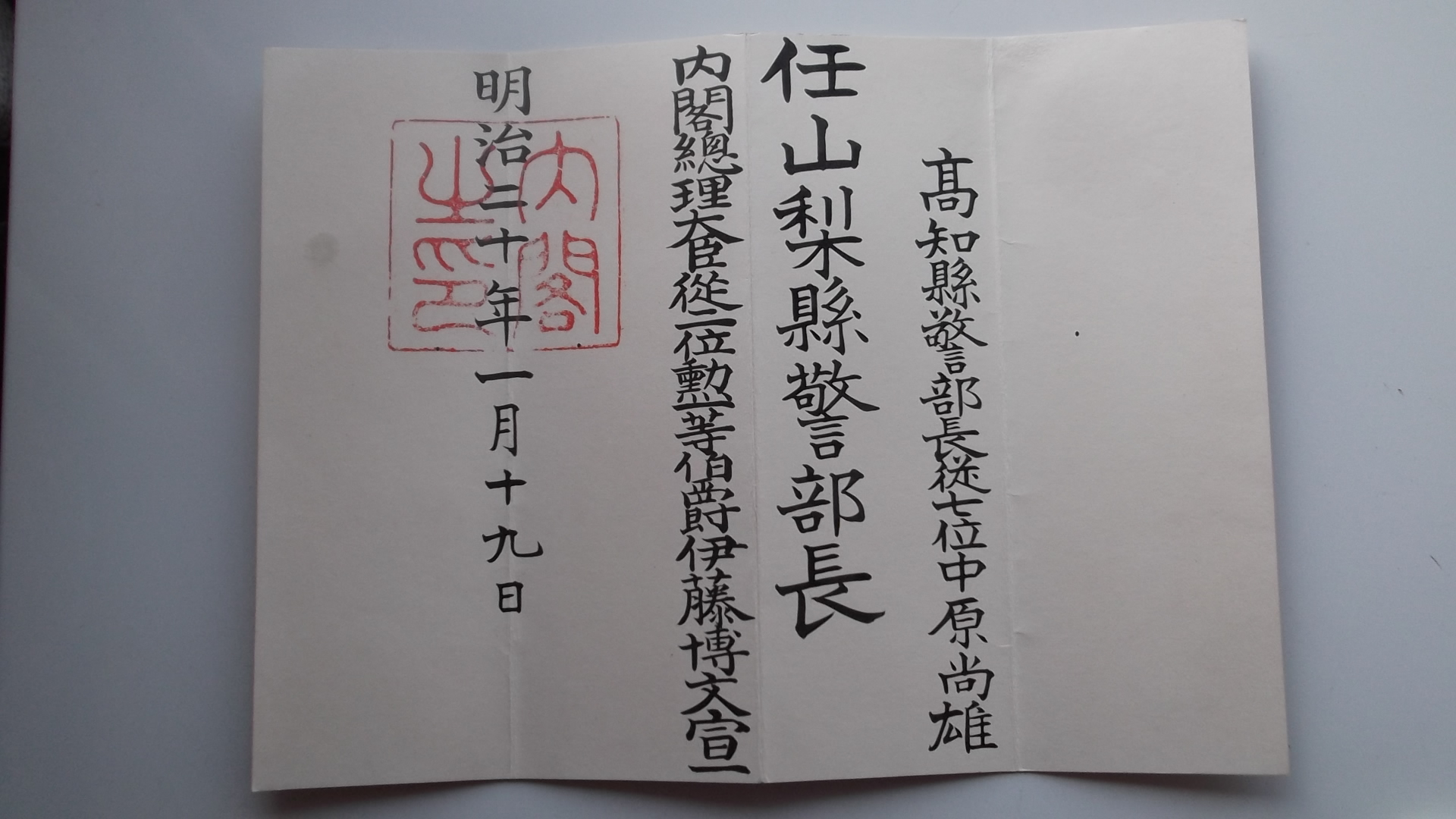
山梨県警部長の辞令書（明治20年）

1948年（昭和23年）3月6日に廃止となり、山梨県警察部は国家地方警察山梨県本部と甲府市警察などの自治体警察に再編されることになった。

## 沿革
- 1875年（明治8年）12月　山梨県庁に第四課を設置。
- 1879年（明治12年）11月　山梨県警察本署に改称。
- 1886年（明治19年）7月　山梨県警察本部に改称。
- 1890年（明治23年）10月　山梨県警察部に改称。
- 1905年（明治38年）4月　山梨県第四部に改称。
- 1907年（明治40年）7月　山梨県警察部に改称。
- 1928年（昭和3年）7月　特別高等警察課を設置。
- 1945年（昭和20年）10月　特別高等警察が廃止。

## 組織
1927年（昭和2年）時点
- 警務課
- 高等警察課
- 保安課
- 刑事課
- 衛生課

## 警察署
1927年（昭和2年）時点
- 甲府警察署
- 竜王警察署
- 小笠原警察署
- 韮崎警察署
- 日野春警察署
- 鰍沢警察署
- 南部警察署
- 市川警察署
- 石和警察署
- 日下部警察署
- 谷村警察署
- 吉田警察署
- 猿橋警察署
- 上野原警察署

## 歴代部長
| 代 | 官職名                 | 氏名       | 就任日         | 退任日         | 前職                           | 後職                     | 備考                           |
| -- | ---------------------- | ---------- | -------------- | -------------- | ------------------------------ | ------------------------ | ------------------------------ |
| 1  | 警部長 警察本署長      | 内田忠雄   | 1882年6月15日  | 1883年6月1日   | 山梨県一等属                   | 山梨県少書記官           |                                |
| 2  | 警部長 警察本署長      | 大鳥居次郎 | 1883年9月22日  | 1886年7月20日  | 内務省二等属                   | -                        |                                |
| 2  | 警部長 警察本部長      | 大鳥居次郎 | 1886年7月20日  | 1887年1月19日  | -                              | 高知県警部長             |                                |
| 3  | 警部長 警察本部長      | 中原尚雄   | 1887年1月19日  | 1888年1月13日  | 高知県警部長                   | 福岡県警部長             |                                |
| 4  | 警部長 警察本部長      | 寺田祐之   | 1888年1月13日  | 1888年3月23日  | 兵庫県警部長                   | 非職                     |                                |
| 5  | 警部長 警察本部長      | 山中幸義   | 1888年3月23日  | 1889年5月4日   | 三重県安濃郡長兼奄芸・河曲郡長 | 和歌山県警部長           |                                |
| 6  | 警部長 警察本部長      | 森尾茂助   | 1889年5月4日   | 1890年10月11日 | 和歌山県警部長                 | -                        |                                |
| 6  | 警部長 警察部長        | 森尾茂助   | 1890年10月11日 | 1891年6月18日  | -                              | 依願免本官               |                                |
| 7  | 警部長 警察部長        | 陶不窳次郎 | 1891年6月18日  | 1892年11月30日 | 京都府与謝郡長                 | 北海道庁警部長           |                                |
| 8  | 警部長 警察部長        | 小川政孝   | 1892年11月30日 | 1894年10月9日  | 非職第三警視                   | 非職                     |                                |
| 9  | 警部長 警察部長        | 新井庸虎   | 1894年10月17日 | 1896年12月17日 | 石川県鳳至郡長                 | 非職                     |                                |
| 10 | 警部長 警察部長        | 大橋太郎   | 1896年12月17日 | 1897年11月29日 | 警視                           | 埼玉県警部長             |                                |
| 11 | 警部長 警察部長        | 藤崎虎二   | 1897年11月29日 | 1898年7月27日  | 埼玉県警部長                   | 茨城県警部長             |                                |
| 12 | 警部長 警察部長        | 天野三郎   | 1898年7月27日  | 1899年4月8日   |                                | 非職                     |                                |
| 13 | 警部長 警察部長        | 浜田恒之助 | 1899年4月8日   | 1900年1月20日  | 茨城県参事官                   | 石川県警部長             |                                |
| 14 | 警部長 警察部長        | 永田幸太郎 | 1900年1月20日  | 1900年9月4日   | 佐賀県警部長                   | 福島県警部長             |                                |
| 15 | 警部長 警察部長        | 岡田文次   | 1900年9月4日   | 1902年10月20日 | 沖縄県参事官                   | 千葉県警部長             |                                |
| 16 | 警部長 警察部長        | 大味久五郎 | 1902年10月20日 | 1904年5月26日  | 奈良県警部長                   | 福島県警部長             |                                |
| 17 | 警部長 警察部長        | 川口彦治   | 1904年5月26日  | 1905年4月19日  | 警視庁警視                     | -                        |                                |
| 17 | 事務官 第四部長 警務長 | 川口彦治   | 1905年4月19日  | 1906年7月28日  | -                              | 茨城県事務官・第四部長   |                                |
| 18 | 事務官 第四部長 警務長 | 羽塚慈眼   | 1906年7月28日  | 1907年7月13日  | 栃木県事務官                   | -                        |                                |
| 18 | 事務官 警察部長 警務長 | 羽塚慈眼   | 1907年7月13日  | 1908年3月20日  | -                              | 非職                     |                                |
| 19 | 事務官 警察部長 警務長 | 佐竹義文   | 1908年3月20日  | 1909年3月4日   | 岡山県事務官                   | 鹿児島県事務官・警察部長 |                                |
| 20 | 事務官 警察部長 警務長 | 末松偕一郎 | 1909年3月4日   | 1910年7月14日  |                                | 法制局参事官             |                                |
| 21 | 事務官 警察部長 警務長 | 本間則忠   | 1910年7月14日  | 1910年12月17日 | 山梨県事務官                   | 鳥取県事務官・警察部長   |                                |
| 22 | 事務官 警察部長 警務長 | 信太時尚   | 1910年12月17日 | 1913年6月13日  | 鳥取県事務官・警察部長         | 滋賀県内務部長           |                                |
| 23 | 警察部長               | 前田秀実   | 1913年6月13日  | 1914年6月9日   | 樺太庁事務官                   | 愛知県内務部長           |                                |
| 24 | 警察部長               | 長延連     | 1914年6月9日   | 1916年4月28日  | 高知県警察部長                 | 福岡県警察部長           |                                |
| 25 | 警察部長               | 白根竹介   | 1916年4月28日  | 1917年1月29日  | 山梨県理事官                   | 山形県警察部長           |                                |
| 26 | 警察部長               | 今村惟善   | 1917年1月29日  | 1918年5月25日  | 元大分県警察部長               | 長崎県警察部長           |                                |
| 27 | 警察部長               | 辛島知己   | 1918年5月25日  | 1921年2月12日  | 岩手県理事官                   | 静岡県警察部長           |                                |
| 28 | 警察部長               | 八木林作   | 1921年2月12日  | 1922年11月21日 | 朝鮮総督府道理事官             | 高知県内務部長           |                                |
| 29 | 警察部長               | 中島万平   | 1922年11月21日 | 1923年10月27日 | 静岡県理事官                   | 新潟県警察部長           |                                |
| 30 | 警察部長               | 川島一郎   | 1923年10月27日 | 1924年12月20日 | 長野県理事官                   | 依願免本官               |                                |
| 31 | 書記官 警察部長        | 赤土正強   | 1924年12月20日 | 1927年5月17日  | 京都府産業部長                 | 奈良県書記官・内務部長   |                                |
| 32 | 書記官 警察部長        | 梅津芳三   | 1927年5月17日  | 1929年7月8日   | 群馬県書記官・警察部長         | 静岡県書記官・警察部長   |                                |
| 33 | 書記官 警察部長        | 尾池秀雄   | 1929年7月8日   | 1931年6月27日  | 三重県書記官・学務部長         | 福岡県書記官・警察部長   |                                |
| 34 | 書記官 警察部長        | 平敏孝     | 1931年6月27日  | 1931年11月9日  | 千葉県書記官                   | 千葉県書記官・警察部長   |                                |
| 35 | 書記官 警察部長        | 玉田昇次郎 | 1931年11月9日  | 1932年8月22日  | 山梨県書記官・学務部長         | 千葉県書記官・警察部長   |                                |
| 36 | 書記官 警察部長        | 荒木義夫   | 1932年8月22日  | 1935年1月19日  | 三重県地方事務官               | 長野県書記官・警察部長   |                                |
| 37 | 書記官 警察部長        | 有松昇     | 1935年1月19日  | 1935年5月14日  | 兵庫県地方事務官               | 警察講習所教授           |                                |
| 38 | 書記官 警察部長        | 松沢美雄   | 1935年5月14日  | 1937年7月8日   | 奈良県地方事務官               | 警視庁保安部長           |                                |
| 39 | 書記官 警察部長        | 桃井直美   | 1937年7月8日   | 1939年4月21日  | 佐賀県書記官・経済部長         | 和歌山県書記官・警察部長 |                                |
| 40 | 書記官 警察部長        | 久山秀雄   | 1940年7月26日  | 1940年11月21日 | 内務事務官                     | 情報局第三課長           |                                |
| 41 | 書記官 警察部長        | 渡辺捨雄   | 1940年11月21日 | 1942年7月7日   | 内務事務官                     | 警視庁消防部長           |                                |
| 42 | 書記官 警察部長        | 門叶宗雄   | 1942年7月7日   | 1942年11月1日  | 内務事務官                     | -                        |                                |
| 42 | 部長 警察部長          | 門叶宗雄   | 1942年11月1日  | 1943年7月1日   | -                              | 茨城県部長・経済部長     |                                |
| 43 | 部長 警察部長          | 平岡勇     | 1943年7月1日   | 1944年3月7日   | 山梨県官房長                   | 上海領事                 |                                |
| 44 | 部長 警察部長          | 寺本広作   | 1944年3月7日   | 1945年1月15日  | 内務事務官                     | 情報局第二出版課長       |                                |
| 45 | 部長 警察部長          | 松崎正躬   | 1945年1月15日  | 1945年10月13日 | 内務事務官 兼厚生事務官        | 休職                     |                                |
| 46 | 部長 警察部長          | 鈴木宗正   | 1945年10月13日 | 1945年10月27日 | -                              | -                        | 兼任 本務:山梨県部長・内政部長 |
| 47 | 部長 警察部長          | 山口喜雄   | 1945年10月27日 | 1946年1月26日  | 内務省調査官                   | 内務省警保局教養課長     |                                |
| 48 | 部長 警察部長          | 伊関庄三郎 | 1946年1月26日  | 1946年4月1日   | 北海道庁警務官                 | -                        |                                |
| 48 | 地方事務官 警察部長    | 伊関庄三郎 | 1946年4月1日   | 1946年10月25日 | -                              | 長崎県警察部長           |                                |
| 49 | 地方事務官 警察部長    | 原田章     | 1946年10月25日 | 1947年5月2日   | 内務事務官                     | 経済安定本部監査局       |                                |
| 50 | 地方事務官 警察部長    | 中原歵     | 1947年5月2日   | 1948年3月6日   | 内務事務官・防犯課             | 山梨県警察長             |                                |